# Hagiologie (science)
L'hagiologie est l'étude des saints ou du culte des saints. Souvent utilisé comme synonyme d'hagiographie qui désigne plus spécifiquement l'étude des écrits sur la vie des saints, le sens d'hapiologie peut cependant englober une notion plus large, et inclure tout ce qui touche aux recherches scientifiques concernant la sainteté et les saints et l'hagiolâtrie, notamment l'étude des transmissions écrites et orales sur les saints, et d'autres disciplines l'hagionymie, l'hagiotoponymie, l'hagiotoponymie cachée, etc.
On peut ainsi parler d'hagiologie monothéiste chrétienne, musulmane/islamique ou juive/judaïque, mais aussi d'hagiologie polythéiste, ou encore d'hagiologie bouddhique. On parle aussi d'hagiologie orientale ou d'hagiologie occidentale.
L’hagiologie peut être sommairement qualifiée comme la production scientifique relative aux saints.
L'hagologie chrétienne et l'hagiologie musulmane diffèrent en de nombreux points.
Le mot est composé de hagio- (v. hagiographe) et de l'élém. formant -logie.
La production « hagiologique » peut être très schématiquement, être divisée en deux groupes : d’un côté les études relatives aux saints et à la sainteté vécue, de l’autre celles qui privilégient les textes, dans une perspective philologique ou historique. Ces deux axes se croisent en permanence et que nombre de chercheurs ne se restreignent pas à telle ou telle dimension de l’hagiologie.